# U-392 (tàu ngầm Đức)
U-392 là một tàu ngầm tấn công  Lớp Type VII thuộc phân lớp Type VIIC được Hải quân Đức Quốc Xã chế tạo trong Chiến tranh Thế giới thứ hai. Nhập biên chế năm 1943, nó chỉ thực hiện được hai chuyến tuần tra và không đánh chìm được mục tiêu nào. Trong khi tìm cách xâm nhập vào Địa Trung Hải trong chuyến tuần tra cuối cùng, U-392 bị các tàu khu trục HMS Vanoc và tàu frigate HMS Affleck của Hải quân Hoàng gia Anh phối hợp cùng ba thủy phi cơ PBY Catalina Hoa Kỳ đánh chìm trong eo biển Gibraltar vào ngày 16 tháng 3, 1944.

## Thiết kế và chế tạo

### Thiết kế

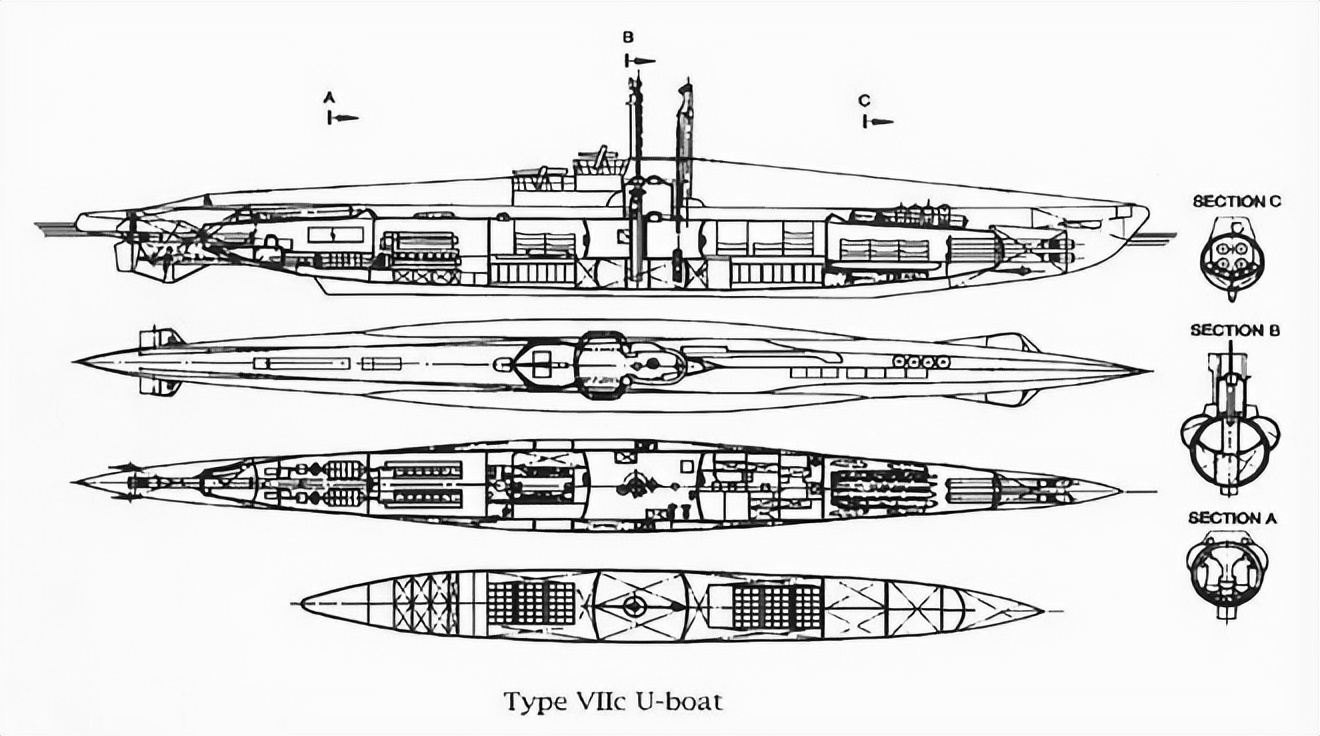
Sơ đồ các mặt cắt một tàu ngầm Type VIIC

Phân lớp VIIC của Tàu ngầm Type VII là một phiên bản VIIB được kéo dài thêm. Chúng có trọng lượng choán nước 769 t (757 tấn Anh) khi nổi và 871 t (857 tấn Anh) khi lặn). Con tàu có chiều dài chung 67,10 m (220 ft 2 in), lớp vỏ trong chịu áp lực dài 50,50 m (165 ft 8 in), mạn tàu rộng 6,20 m (20 ft 4 in), chiều cao 9,60 m (31 ft 6 in) và mớn nước 4,74 m (15 ft 7 in).
Chúng trang bị hai động cơ diesel Germaniawerft F46 siêu tăng áp 6-xy lanh 4 thì, tổng công suất 2.800–3.200 PS (2.100–2.400 kW; 2.800–3.200 bhp), dẫn động hai trục chân vịt đường kính 1,23 m (4,0 ft), cho phép đạt tốc độ tối đa 17,7 kn (32,8 km/h), và tầm hoạt động tối đa 8.500 nmi (15.700 km) khi đi tốc độ đường trường 10 kn (19 km/h). Khi đi ngầm dưới nước, chúng sử dụng hai động cơ/máy phát điện Garbe, Lahmeyer & Co. RP 137/c  tổng công suất 750 PS (550 kW; 740 shp). Tốc độ tối đa khi lặn là 7,6 kn (14,1 km/h), và tầm hoạt động 80 nmi (150 km) ở tốc độ 4 kn (7,4 km/h). Con tàu có khả năng lặn sâu đến 230 m (750 ft).
Vũ khí trang bị có năm ống phóng ngư lôi 53,3 cm (21 in), bao gồm bốn ống trước mũi và một ống phía đuôi, và mang theo tổng cộng 14 quả ngư lôi, hoặc tối đa 22 quả thủy lôi TMA, hoặc 33 quả TMB. Tàu ngầm Type VIIC bố trí một hải pháo 8,8 cm SK C/35 cùng một pháo phòng không 2 cm (0,79 in) trên boong tàu. Thủy thủ đoàn bao gồm 4 sĩ quan và 40-56 thủy thủ.

### Chế tạo
U-392 được đặt hàng vào ngày 20 tháng 1, 1941, và được đặt lườn tại xưởng tàu của hãng Howaldtswerke ở Flensburg vào ngày 10 tháng 1, 1942. Nó được hạ thủy vào ngày 10 tháng 4, 1943, và nhập biên chế cùng Hải quân Đức Quốc Xã vào ngày 29 tháng 5, 1943 dưới quyền chỉ huy của Hạm trưởng, Trung úy Hải quân Henning Schümann.

## Lịch sử hoạt động
Sau khi hoàn tất việc huấn luyện trong thành phần Chi hạm đội U-boat 5, U-392 được điều sang Chi hạm đội U-boat 1 từ ngày 1 tháng 12, 1943 để hoạt động trên tuyến đầu.

### Chuyến tuần tra thứ nhất
U-392 xuất phát từ cảng Kiel vào ngày 2 tháng 12 cho chuyến tuần tra đầu tiên trong chiến tranh, băng qua khe GIUK giữa quần đảo Faroe và Iceland để vòng qua quần đảo Anh, và hoạt động trong vùng biển Bắc Đại Tây Dương về phía Tây Ireland (Khu vực Tiếp cận phía Tây). Nó không đánh chìm được mục tiêu nào, và kết thúc chuyến tuần tra khi đến cảng Brest bên bờ biển Đại Tây Dương của Pháp đã bị Đức chiếm đóng, đến nơi vào ngày 20 tháng 1, 1944.

### Chuyến tuần tra thứ hai – Bị mất
U-392 khởi hành từ cảng Brest vào ngày 29 tháng 2 cho chuyến tuần tra thứ hai, cũng là chuyến cuối cùng, và hướng xuống phía Nam để tìm cách chuyển sang hoạt động trong Địa Trung Hải. Đang khi cố gắng băng qua eo biển Gibraltar được lực lượng Đồng Minh phòng thủ dày đặc vào ngày 16 tháng 3, nó bị các tàu khu trục HMS Vanoc và tàu frigate HMS Affleck của Hải quân Hoàng gia Anh phối hợp cùng ba thủy phi cơ PBY Catalina thuộc Liên đội VBP-63 Hải quân Hoa Kỳ đánh chìm tại tọa độ 35°55′B 05°41′T / 35,917°B 5,683°T. Toàn bộ 52 thành viên thủy thủ đoàn của U-392 đều tử trận.

### "Bầy sói" tham gia
U-392 từng tham gia năm bầy sói:
- Coronel 1 (15 – 17 tháng 12, 1943)
- Amrum (18 – 23 tháng 12, 1943)
- Rügen 4 (23 tháng 12, 1943 – 2 tháng 1, 1944)
- Rügen 3 (2 – 7 tháng 1, 1944)
- Rügen (7 – 11 tháng 1, 1944)